# Jamesonia caracasana
Jamesonia caracasana är en kantbräkenväxtart som först beskrevs av Bak., och fick sitt nu gällande namn av Maarten J.M. Christenhusz. Jamesonia caracasana ingår i släktet Jamesonia och familjen Pteridaceae. Inga underarter finns listade.